# Ripiphorus simplex
Ripiphorus simplex is een keversoort uit de familie waaierkevers (Rhipiphoridae). De wetenschappelijke naam van de soort is voor het eerst geldig gepubliceerd in 1891 door Champion.